# 戸田修三
戸田 修三（とだ しゅうぞう、1923年2月14日 -2018年5月21日）は、日本の法学者。専門は商法。中央大学名誉教授。元中央大学学長。初代日本私立学校振興・共済事業団理事長。
愛知県一宮市生まれ。法学博士（中央大学・論文博士・1962年）。論文は 海上運送法における責任の体系。 名誉博士（エクス・マルセイユ第三大学）。

## 来歴
1944年中央大学専門部法学科卒業。1947年中央大学法学部卒業。1948年中央大学大学院（旧制）法学研究科中退。
中央大学法学部助手。1951年中央大学法学部助教授。1959年中央大学法学部教授。1965年中央大学評議員。1965年中央大学法学部長。1967年中央大学大学院法学研究科長。1968年中央大学学長・中央大学理事（～1981年）。1992年中央大学定年退職。同名誉教授。
明海大学不動産学部教授（～1993年）。
日本私学振興財団理事長（～1997年）。
1998年から初代日本私立学校振興・共済事業団理事長（～1999年）。
この他に、千葉大学文理学部、横浜市立大学商学部、神奈川大学経済学部、埼玉大学経済学部の非常勤講師や1964年旧司法試験第二次試験考査委員（～1971年）を務めた。

## 研究領域
- 専門は商法。中でも海商法の第一人者。その後は、商法総則や商行為法も研究対象としている。

## 主著
- 『圖解商法大意 海商・保險』（柏林書房 1954年）
- 『商法 : 総則・商行為』（有信堂 1957年）
- 『商行為法』（文久書林 1962年初版・1985年改訂版）
- 『商法総則』（文久書林 1962年初版・1982年3訂版）
- 『海商法』（文真堂 1970年初版・1990年新訂第5版）
- 『商法総則・商行為・有価証券』（南雲堂深山社 1970年初版・1987年三訂版）
- 西島梅治共編『保険法・海商法』（青林書院 1993年）
- 中村眞澄共編『注解国際海上物品運送法』（青林書院 1997年）